# George Newbold Lawrence

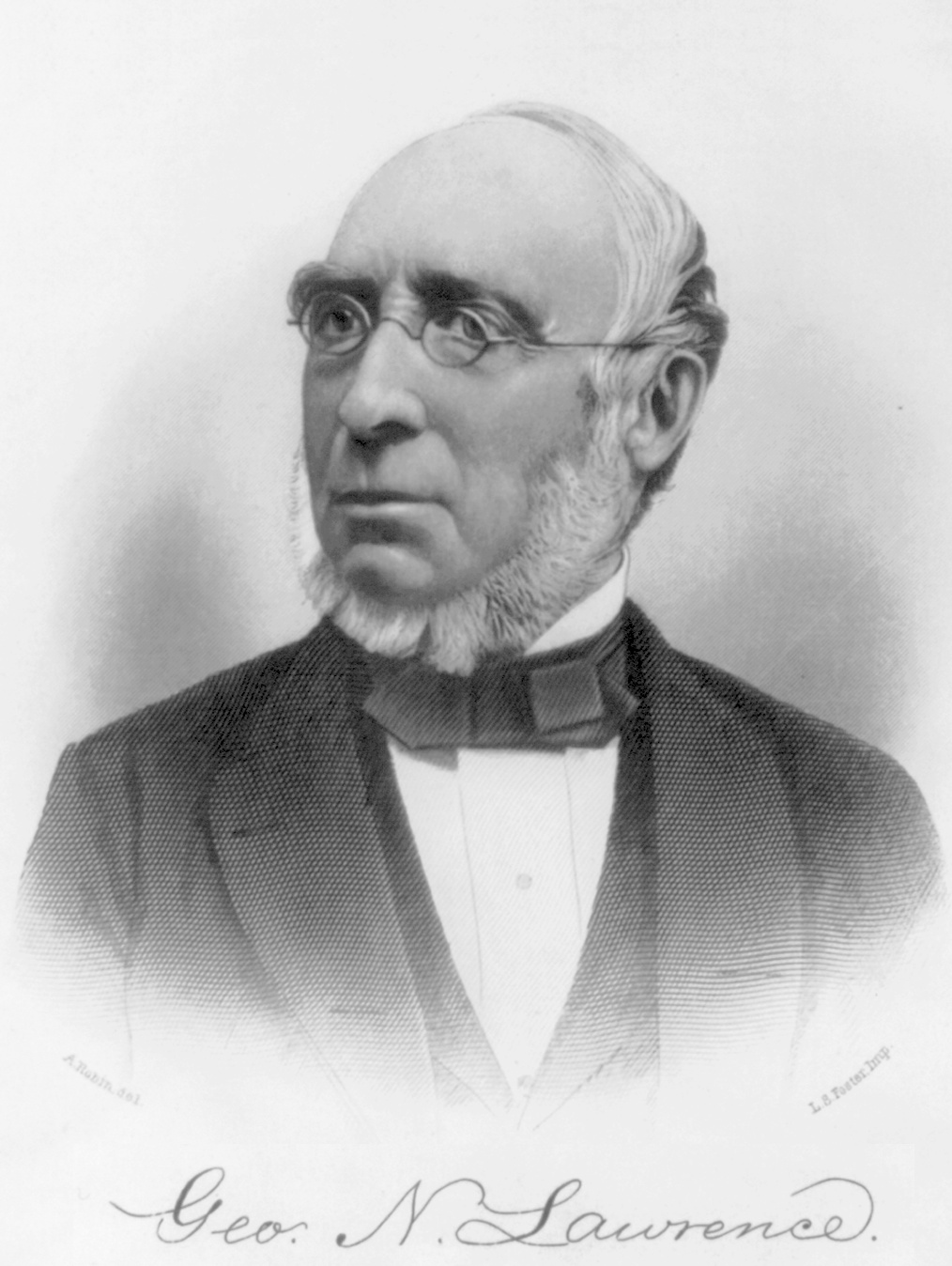
George Newbold Lawrence

George Newbold Lawrence (20 tháng 10 năm 1806 - 17 tháng 1 năm 1895) là một doanh nhân và nhà điểu học nghiệp dư người Mỹ.
Lawrence đã tiến hành Thái Bình Dương khảo sát chim cho Spencer Fullerton Baird và John Cassin, và ba người đàn ông đồng tác giả Chim Bắc Mỹ vào năm 1860.
Ông đã bán bộ sưu tập 8.000 bộ da chim của mình cho bảo tàng Lịch sử Tự nhiên Hoa Kỳ vào năm 1887.
Các nhà nghiên cứu chim ưng đã vinh danh ông bằng cách đặt tên một chi chim và 20 loài theo sau ông, bao gồm cả khoa học và tên chung của chim vàng của Lawrence, được mô tả lần đầu tiên bởi Cassin vào năm 1852.